# علاقات إسرائيل وجنوب السودان
علاقات إسرائيل وجنوب السودان هي العلاقات بين إسرائيل وجمهورية جنوب السودان.
إعترفت إسرائيل بدولة جنوب السودان في 10 يوليو 2011، بعد يوم من إعلان استقلال الدولة. في 15 يوليو، أعلنت جنوب السودان عن نيتها إقامة العلاقات الدبلوماسية الكاملة مع إسرائيل. في 28 يوليو أعلنت إسرائيل عن ترحيبها بإقامة العلاقات الدبلوماسية مع جنوب السودان.

## العلاقات السياسية
في أكتوبر 2015، سمحت الرقابة العسكرية في تل أبيب بصدور كتاب إسرائيلي جديد، تضمن تفاصيل عن تدخل جهاز الاستخبارات والعمليات الخاصة «الموساد» في عملية تقسيم السودان وبناء القوة العسكرية والاقتصادية لدولة الانفصاليين في الجنوب.
والكتاب، تحت عنوان «مهمة الموساد في جنوب السودان»، الذي نشر موقع «ميدا» العبري أمس خلاصة عنه، يؤرخ لدور ضابط في «الموساد»، داڤيد بن عوزئيل، في تدريب الانفصاليين وتوجيههم وتسليحهم، منذ ستينيات القرن الماضي، وصولاً إلى «استقلالهم» في عام 2011، الأمر الذي يعدّ «إنجازاً إسرائيلياً ونجاحاً خاصاً للموساد».
رأت إسرائيل في السودان «عقدة شائكة» تتطلب علاجاً خاصاً، وبالأخص أنه يتشكل من ديانات وإثنيات متعددة، موزعة بين الشمال العربي والمسلم، والجنوب المسيحي، الأمر الذي يسهل عملية تقسيمه. بل إن رئيسة الوزراء الإسرائيلية السابقة، گولدا مئير، قررت العمل على هذا البلد والموافقة على طلب المساعدة التي تقدم بها الجنوبيون إلى تل أبيب في الستينيات، وهو المسعى الذي تكلل بالنجاح بعد أربعة عقود.
ويرد في الكتاب توثيق لكلام سفير جنوب السودان في إسرائيل لدى تقديم أوراق اعتماده للرئيس الإسرائيلي، رئوڤن رڤلين، في ديسمبر 2014، ويؤكد فيه أن «جنوب السودان أقيم بفضلكم، ولقد ولد الجنوب بفضل دولة إسرائيل والجنرال جون».
والجنرال جون، وفق الكتاب، هو الاسم المعروف لـ«طرزان» في السودان، داڤيد بن عوزئيل، «الشخص الذي أسّس جيش جنوب السودان وأشرف على تسليحه وتدريبه».
وحول الأسباب التي دفعت تل أبيب إلى العمل على تقسيم السودان وتقديم العون والمساعدة والمشورة للانفصاليين، لفت الموقع إلى أن إسرائيل أرادت أن تعزز علاقاتها بدول محيطة بالدول العربية، وتشمل (آنذاك) تركيا وإيران وإثيوبيا وكينيا، بإضافة جنوب السودان إلى هذه الدول، أما السبب الثاني، فهو منع الترابط بين وحدات الجيشين السوداني والمصري.
ويؤكد الكتاب أن حركة «إنيانيا» الانفصالية تأسّست خلال الحرب الأهلية السودانية الأولى، 1955-1972، وتحولت لاحقاً إلى جيش قوي بفضل ثلاثة من ضباط «الموساد»، في مقدمتهم «طرزان» الذي له دور مهم جداً في تقديم المشورة العسكرية والتنظيمية للانفصاليين، إلى جانب ضابط آخر هو إيلي كوهين، الذي عمل مستشاراً سياسياً للانفصاليين، وضابط ثالث باسم «تشارلي».
وبشأن الدور الذي اضطلع به الضباط الثلاثة، كشف الكتاب أنهم دربوا الجنوبيين على كيفية تأسيس الجيش وتقسيمه إلى وحدات عسكرية، إضافة إلى تزويدهم بالأسلحة. و«منذ الستينيات، استمر الدعم العسكري ونقل الأسلحة والمعدات الحربية من إسرائيل إلى جنوب السودان، وهذه الأسلحة شملت بنادق ورشاشات وقنابل يدوية وألغاماً وصواريخ مضادة للدروع وأجهزة اتصالات، وأيضاً ألبسة عسكرية هي في معظمها غنائم من حرب 1967 من الجيشين المصري والسوري، عام 1967».
ويروي الكتاب الكثير من التفاصيل التي شهدتها السنوات التالية، وصولاً إلى 2011، حينما تم إعلان انفصال جنوب السودان.
ويؤكد أن رئيس جنوب السودان، سلڤا كير ميارديت، يذكر جيداً الدعم الإسرائيلي طوال العقود الماضية، بل وجّه دعوة إلى «طرزان» لزيارة بلاده بعد إعلان انفصاله عن السودان، واستقبله وكرّمه بصورة خاصة جداً في القصر الرئاسي، بل أرسل رسالة إلى رئيس الحكومة، بنيامين نتنياهو، أشار فيها إلى أنه عيّن الجنرال «جون» موفداً وممثلاً شخصياً خاصاً عنه في إسرائيل.

## العلاقات الاقتصادية
```
29 أغسطس
 
2011
 أبدت إسرائيل رغبتها في مساعدة جنوب السودان اقتصاديا، وجاء ذلك أثناء زيارة 
داني دانون
 نائب رئيس 
الكنيست
 الإسرائيلي إلى 
جمهورية جنوب السودان
. أعرب دانون 
لسلڤاكير ميارديت
 في اجتماعه معه في 
جوبا
 أن بلاده مستعدة لتطوير كافة العلاقات الثنائية بين البلدين، وكشف أن تل أبيب ستتعاون مع جوبا في مجالات الزراعة والعلوم والتكنولوجيا.
[
6
]
```

كما كشف دانون -الذي يقوم بأول زيارة رسمية معلنة إلى الجمهورية الوليدة- عن دعوة رسمية لرئيس جنوب السودان لزيارة تل أبيب، ولشعب جنوب السودان لزيارة القدس.
ومن جانبه، قال وزير خارجية جنوب السودان المكلف دينق ألور إن الدولتين ستتبادلان فتح السفارات في كل من تل أبيب وجوبا، مشيرا إلى أن مجالات التعاون بين الطرفين ستشمل المجال الزراعي.
كما كشف عن لقاءات للوفد الإسرائيلي بوزير الزراعة والغابات إلى جانب وزراء النفط والتعدين والطرق والجسور وبقية الوزراء، مؤكدا أن العلاقات مع إسرائيل ستشمل الجوانب الدبلوماسية والاقتصادية.
في 24 يوليو 2012، وقعت إسرائيل وجنوب السودان اتفاقية تعاون حول البنية التحتية للمياه وتطوير التكنولوجيا وتتناول الزراعة، تعد الأولى بين الجانبين. وبموجب الاتفاق، تقوم إسرائيل بتزويد جنوب السودان بتكنولوجيا تطوير نظام الري في الزراعة وإدخال نظام تطهير مياه المجاري.

## اللاجئون في إسرائيل
في نوفمبر 2008، وصل ما يقارب من 3,000 طالبي اللجوء من جنوب السودان إلى إسرائيل. وصل معظمهم عبر الحدود الإسرائيلية، ويقيم أغلبهم في تل أبيب، عراد، وإيلات. على الرغم من الجدل الدائر حول وجودهم في إسرائيل، فقد قررت المحكمة العليا في إسرائيلن في 19 يناير 2011، ألا يوقع على هؤلاء اللاجئين الموظفين غرامات مالية.
بعد إعترف إسرائيل بدولة جنوب السودان في 10 يوليو 2011، طالب وزير الداخلية الإسرائيلي إلي يتشاي أن تبدأ إسرائيل في مفاوضاتها مع جنوب السودان حول عودة هؤلاء اللاجئين إلى بلادهم، والذين دخلوا إلى إسرائيل بطرق غير شرعية خلال السنوات الماضية.